# 鲍文杰
鲍文杰（1979年8月23日—），是已退役的中国足球运动员，原健力宝青年队的成员。

## 简介
1998年，健力宝队回国解散，鲍文杰被火车头体协租借到四川全兴。1999年，他转会到深圳平安，获得了相当多的出场机会，但是却在最后一轮联赛对阵四川全兴的比赛中被原队友邹侑根铲断了左膝十字韧带，彻底改变了其职业生涯。此后数年内，他始终未能从伤病中恢复，虽然曾经被上海浦东摘牌，但是很快又因为伤病被退回。
2003年，鲍文杰远赴新加坡联赛，但是不久发生了新麒俱乐部与球员的纠纷。鲍文杰返回中国，就此退役，当时尚未满24岁。